# Lijst van ex-WWE'ers (I-M)
Dit is een lijst van ex-WWE'ers met de beginletters I tot en met M. De huidige werknemers van WWE staan hier niet bij.

## Alumni (I-M)

### I
| Naam          | Ring na(a)m(en)               | Jaartal(len)   |
| ------------- | ----------------------------- | -------------- |
| Curtis Iaukea | King Curtis Iaukea The Wizard | 1966 1972-1973 |
| Barney Irwin  | The Goon                      | 1996-1998      |
| Scott Irwin   | Yukon Eric                    | 1978           |
| Karl Istaz    | Karl Gotch                    | 1971-1972      |

### J

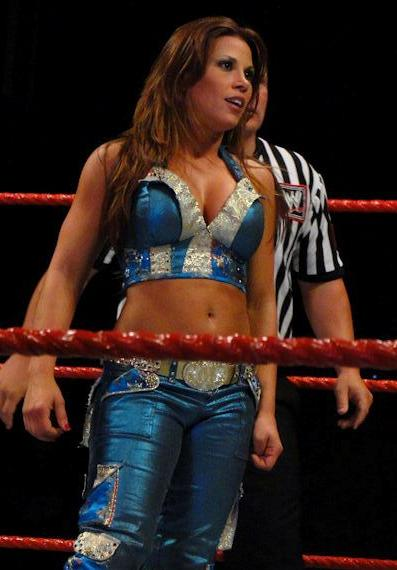
Mickie James in 2009

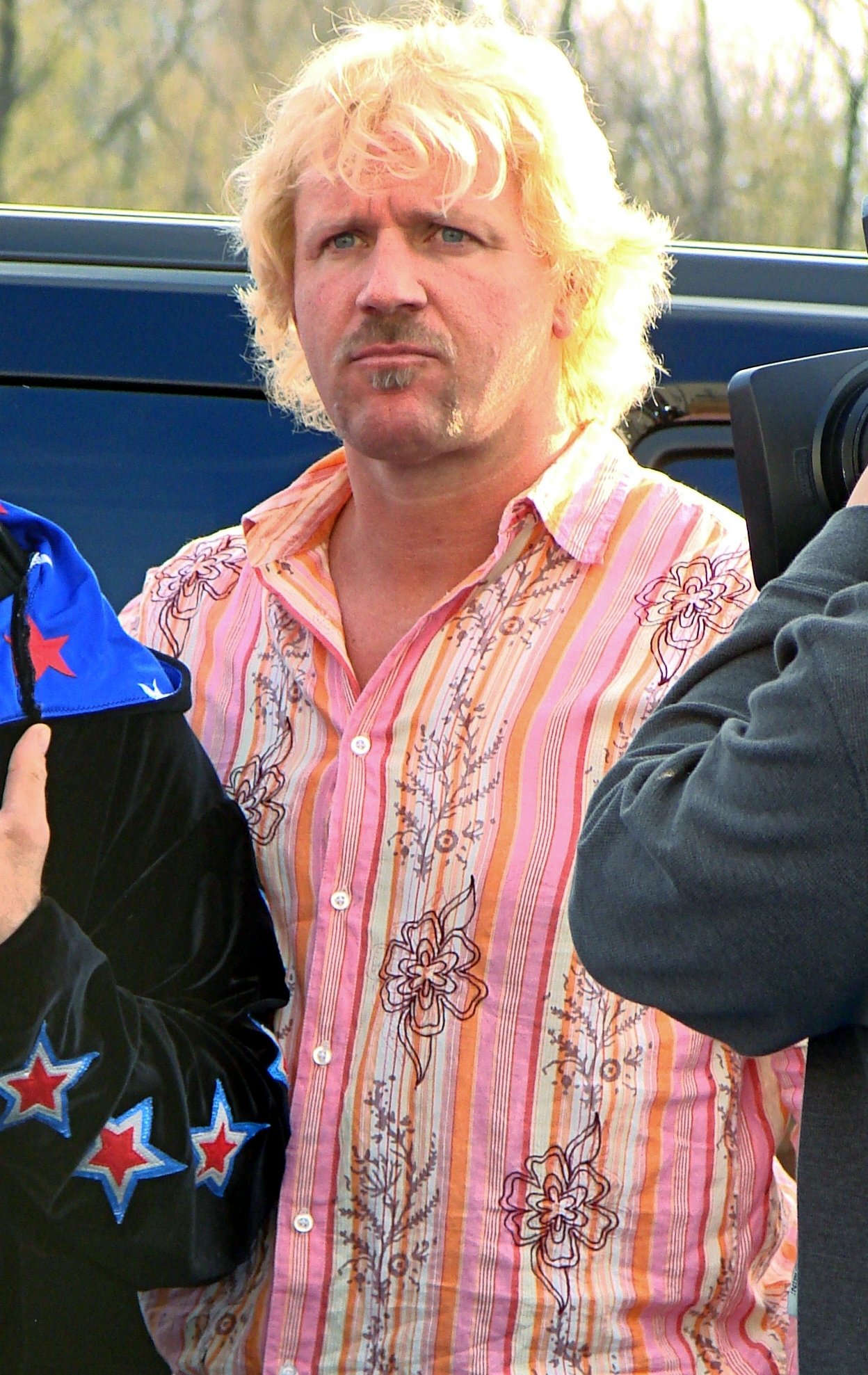
Jeff Jarrett in 2007

| Naam                | Ring na(a)m(en)              | Jaartal(len)        |
| ------------------- | ---------------------------- | ------------------- |
| Brian Girard James  | Jesse James Road Dogg Roadie | 1996-2000           |
| Mickie James        | Mickie James                 | 2005-2010           |
| Steve James         | Lance Cassidy                | 1992-1993           |
| Marty Jannetty      | Marty Jannetty               | 1987-1996           |
| James Janos         | Jesse Ventura                | 1981-1982 1984-1986 |
| Jeff Jarrett        | Jeff Jarrett                 | 1992-1999           |
| Johnny Jeter        | Johnny Johnny Jeter          | 2003-2007           |
| Mark Jindrak        | Mark Jindrak                 | 2001-2005           |
| Grady Johnson       | Crazy Luke Graham            | 1964-1972 1978      |
| Ken Johnson         | Reverend Slick Slick         | 1988-1990           |
| Larry Johnson       | Sonny King                   | 1972-1973           |
| Dawn Marie Johnston | Dawn Marie Johnston          | 1986-1987           |
| Lauren Jones        | Lauren Jones                 | 2005                |
| Mike Jones          | Virgil                       | 1986-1995           |
| Nathan Jones        | Nathan Jones                 | 2002-2003           |
| William Jones       | Chilly Willy                 | 2001                |
| Orlando Jordan      | Orlando Jordan               | 2002-2006           |
| Brian Jossie        | Abraham Washington (A.W.)    | 2009-2012           |

### K

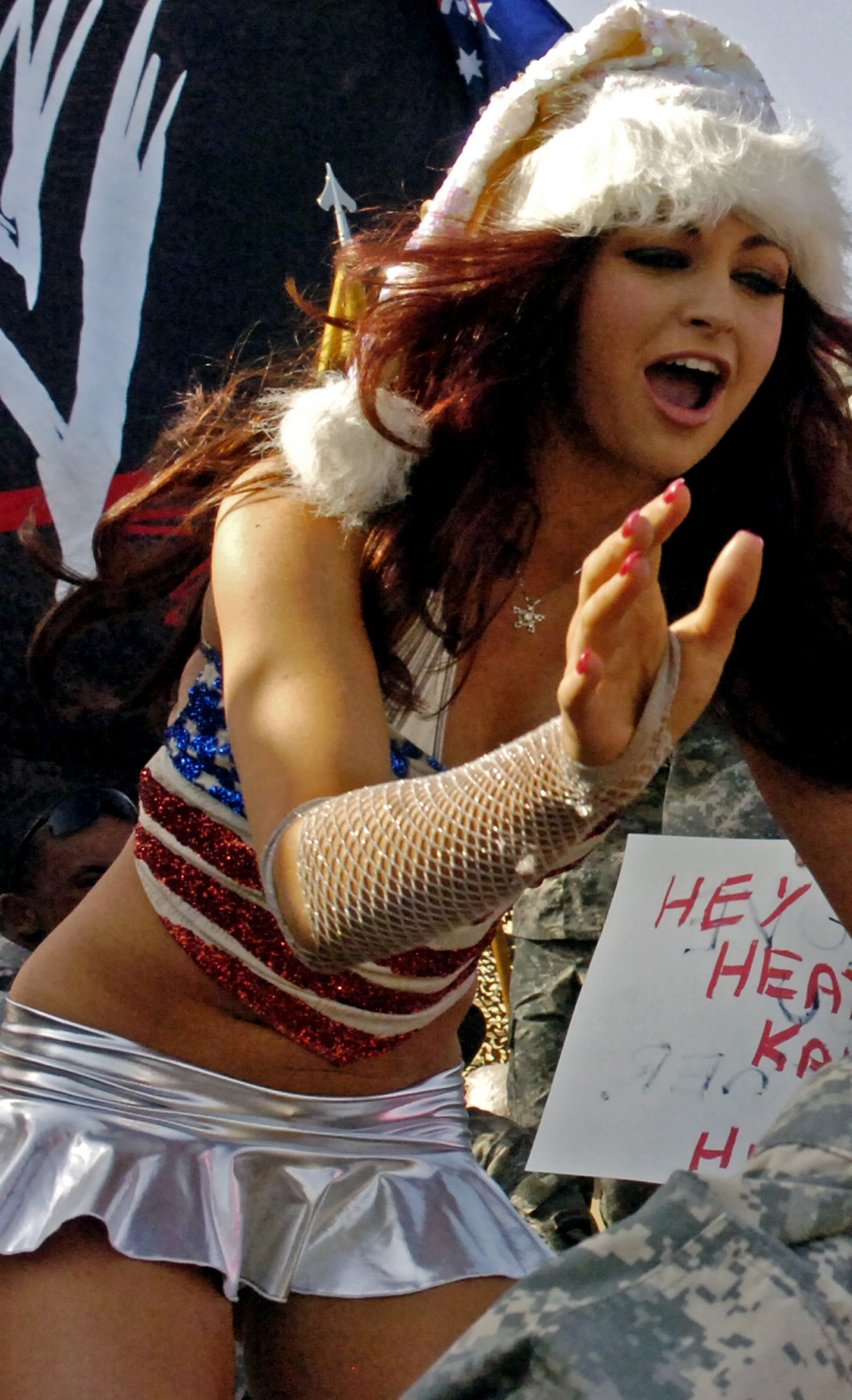
Maria Kanellis in 2007

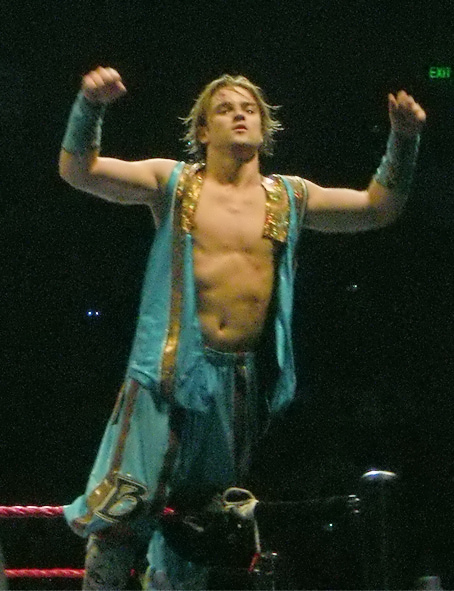
Brian Kendrick in 2007

| Naam                       | Ring na(a)m(en)                            | Jaartal(len)                  |
| -------------------------- | ------------------------------------------ | ----------------------------- |
| Charles Kaggs              | 2 Cold Scorpio Flash Funk                  | 1996-1999 2006-2007           |
| Charles Kalani jr.         | Professor Tanaka Professor Toru Tanaka     | 1967-1974 1977-1978           |
| Tor Kamata                 | Tor Kamata                                 | 1976-1977 1980                |
| Maria Kanellis             | Maria                                      | 2004-2010                     |
| Patricia Karisma-Schroeder | Leilani Kai                                | 1977-1979 1981-1988           |
| Matthew Kaye               | Matt Striker                               | 2005-2013                     |
| Frankie Kazarian           | Frankie Kazarian                           | 2000-2003                     |
| Stacy Keibler              | Stacy Keibler Super Stacy                  | 2001-2005                     |
| Kevin Kelly                | Kevin Kelly                                | 1996-2003                     |
| Brian Kendrick             | Spanky Brian Kendrick "The" Brian Kendrick | 2002-2003 2005-2009           |
| Raymond Kessler            | The Haiti Kid                              | 1971-1972 1975-1977 1981-1987 |
| Kenneth Kilpatrick         | Ken Shamrock                               | 1997-1999                     |
| Gail Kim                   | Gail Kim                                   | 2002-2004 2008-2011           |
| Andy Kindler               | Jamison                                    | 1991-1992                     |
| Eugene Kiniski             | Gene Kiniski                               | 1963-1965                     |
| Michael Kirchner           | Corporal Kirchner                          | 1984-1987                     |
| Koji Kitao                 | Kitao                                      | 1991                          |
| Chris Klucsaritis          | Chris Kanyon                               | 1993-1994 2001-2003           |
| Dennis Knight              | Dennis Knight Mideon                       | 1995-2004                     |
| Marianna Komlos            | Marianna Mrs. Cleavage                     | 1999-2000                     |
| Aja Kong                   | Aja Kong                                   | 1995                          |
| Jim Korderas               | Jim Korderas Jimmy Korderas                | 1987-2009                     |
| Matthew Joseph Korklan     | Lance Sydal Matt Sydal Evan Bourne         | 2003-2014                     |
| Wladek Kowalski            | Killer Kowalski                            | 1963-1964 1968-1977           |

### L

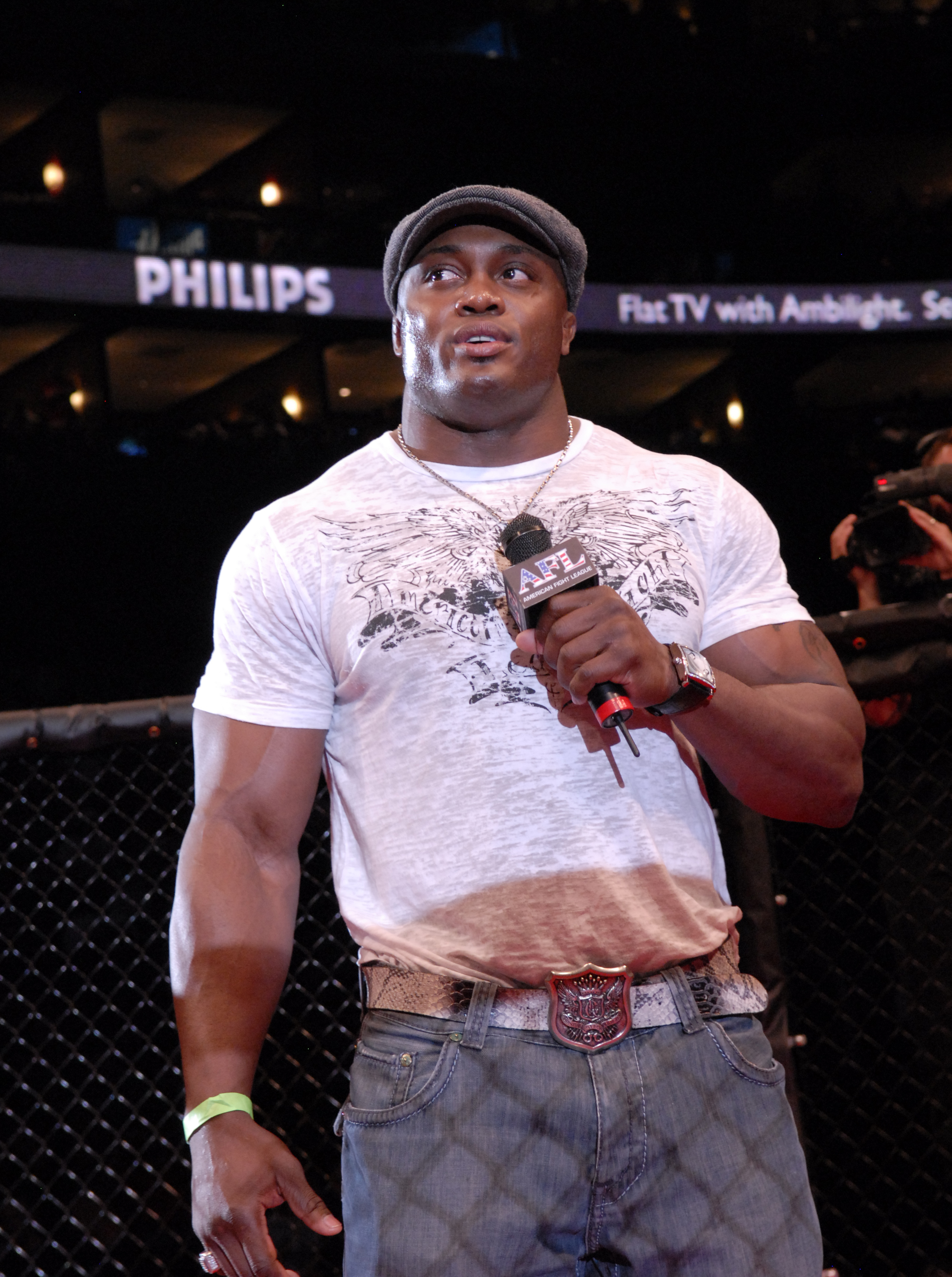
Franklin Lashley in 2009

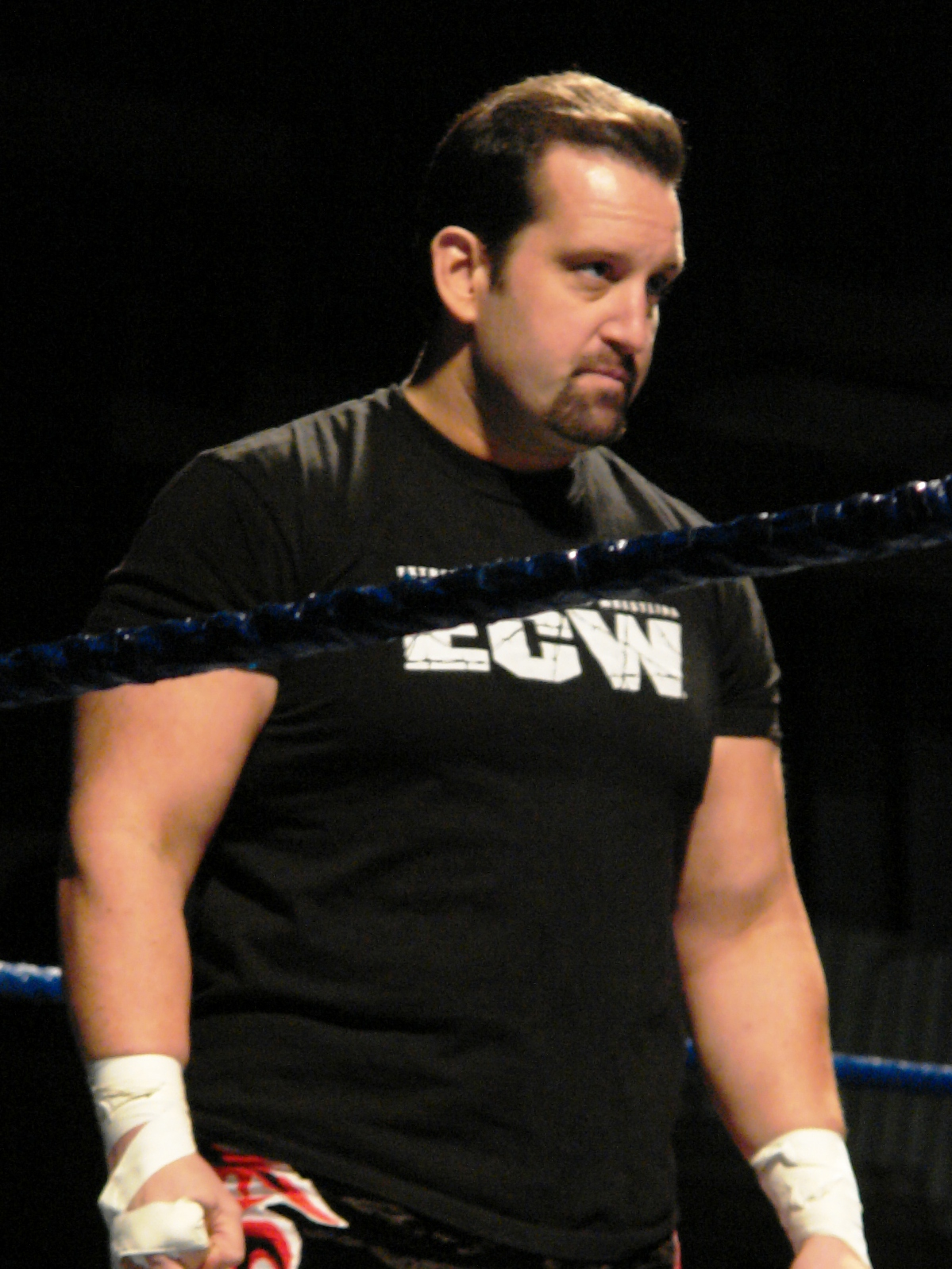
Thomas Laughlin als Tommy Dreamer in 2008

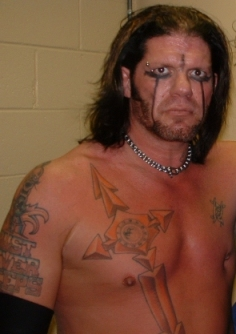
Scott Levy als Raven' in 2004.

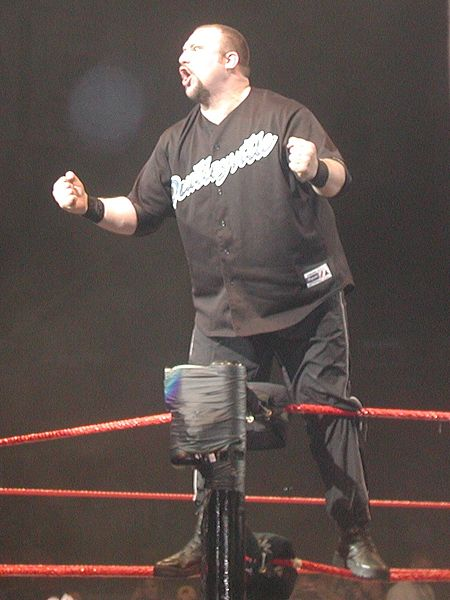
Mark LoMonaco als Bubba Ray Dudley in 2005.

| Naam                       | Ring na(a)m(en)                                          | Jaartal(len)        |
| -------------------------- | -------------------------------------------------------- | ------------------- |
| Andres Labrakis            | Spirios Arion                                            | 1964-1978           |
| Ernie Ladd                 | "Big Cat" Ernie Ladd                                     | 1964-1972 1975-1981 |
| Phil Lafleur               | Phil Lafon                                               | 1996-1997           |
| Michel Lamarche            | Alexis Smirnoff                                          | 1983-1986           |
| Stan Lane                  | Stan Lane                                                | 1993-1994           |
| Justin LaRouche            | Bam Neely                                                | 2001-2002 2007-2008 |
| Franklin Lashley           | Bobby Lashley Lashley                                    | 2005-2007           |
| Larry Latham               | Moondog Spot                                             | 1981 1984-1987      |
| Thomas Laughlin            | Tommy Dreamer                                            | 2001-2009           |
| Joanie Laurer              | Chyna                                                    | 1998-2001           |
| Joseph Laurinaitis         | Animal The Road Warrior Road Warrior Animal              | 1990-1992 1997-1999 |
| Brian Lawler               | Brian Christopher Grandmaster Sexay                      | 1996-2001           |
| John Layfield              | Blackjack Bradshaw Bradshaw John "Bradshaw" Layfield JBL | 1995-2009           |
| Peggy Lee Leather          | Peggy Lee                                                | 1980-1985           |
| Zarinoff Lebeouf           | Yukon Pierre                                             | 1978-1979           |
| Brian Lee                  | Chainz (Valse) Undertaker                                | 1997-1998           |
| Rodney Leinhardt           | Rodney                                                   | 1999-2001           |
| Edward Leslie              | Brutus "The Barber" Beefcake                             | 1984-1993           |
| Scott Levy                 | Johnny Polo Raven                                        | 1993-1994 2000-2003 |
| Mark Lewin                 | Mark Lewin                                               | 1957-1961           |
| Steven Lewington           | DJ Gabriel Gabriel Mr. FCW Steve Lewington               | 2008-2009           |
| Reginald Lisowski          | The Crusher                                              | 1986-1988           |
| Tom Lister jr.             | Zeus                                                     | 1989                |
| Paul Lloyd Jr.             | Justin Gabriel                                           | 2008 - 2015         |
| Mike Lockwood              | Crash Crash Holly                                        | 1998-2003           |
| Rochelle Loewen            | Rochelle Loewen                                          | 2005                |
| Vito LoGrasso              | Vito                                                     | 1991-1994 2005-2007 |
| Mark LoMonaco              | Bubba Ray Dudley Buh Buh Ray Dudley                      | 1999-2005           |
| Paul London                | Paul London                                              | 2001-2008           |
| Theodore Robert Rufus Long | Teddy Long Theodore Long                                 | 1998–2014           |
| Jose Lothario              | Jose Lothario                                            | 1996                |
| Jerry Lynn                 | Jerry Lynn                                               | 2001                |

### M

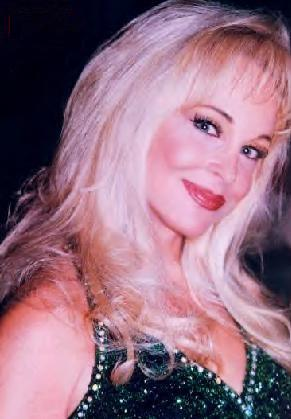
Debra Marshall in 1999.

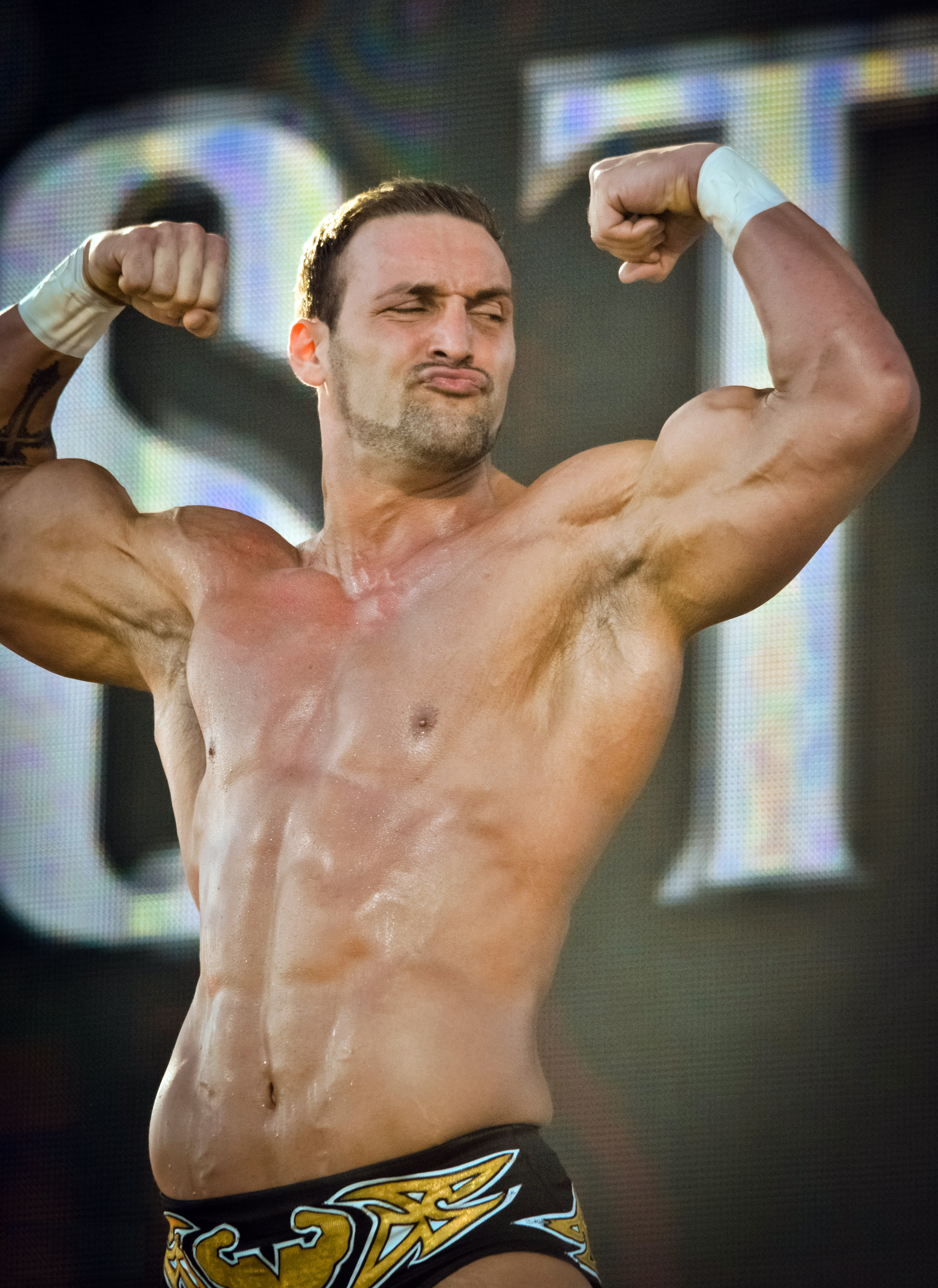
Chris Masters in 2010.

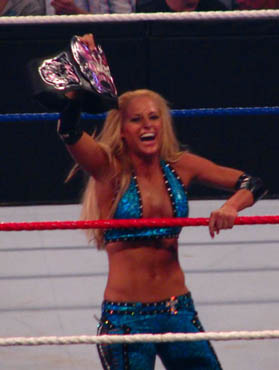
Michelle McCool in 2008.

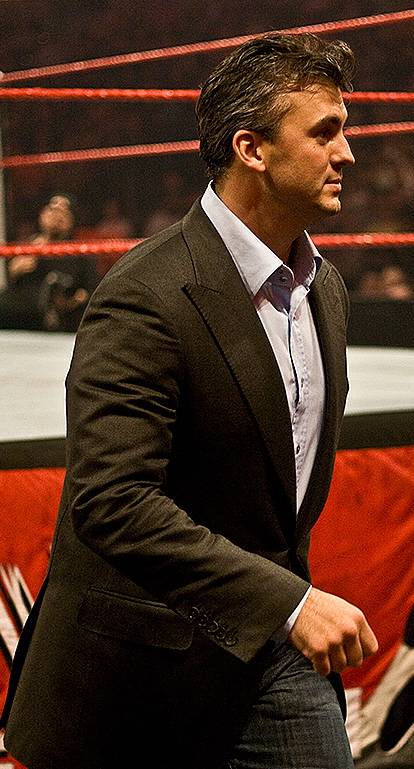
Shane McMahon in 2008.

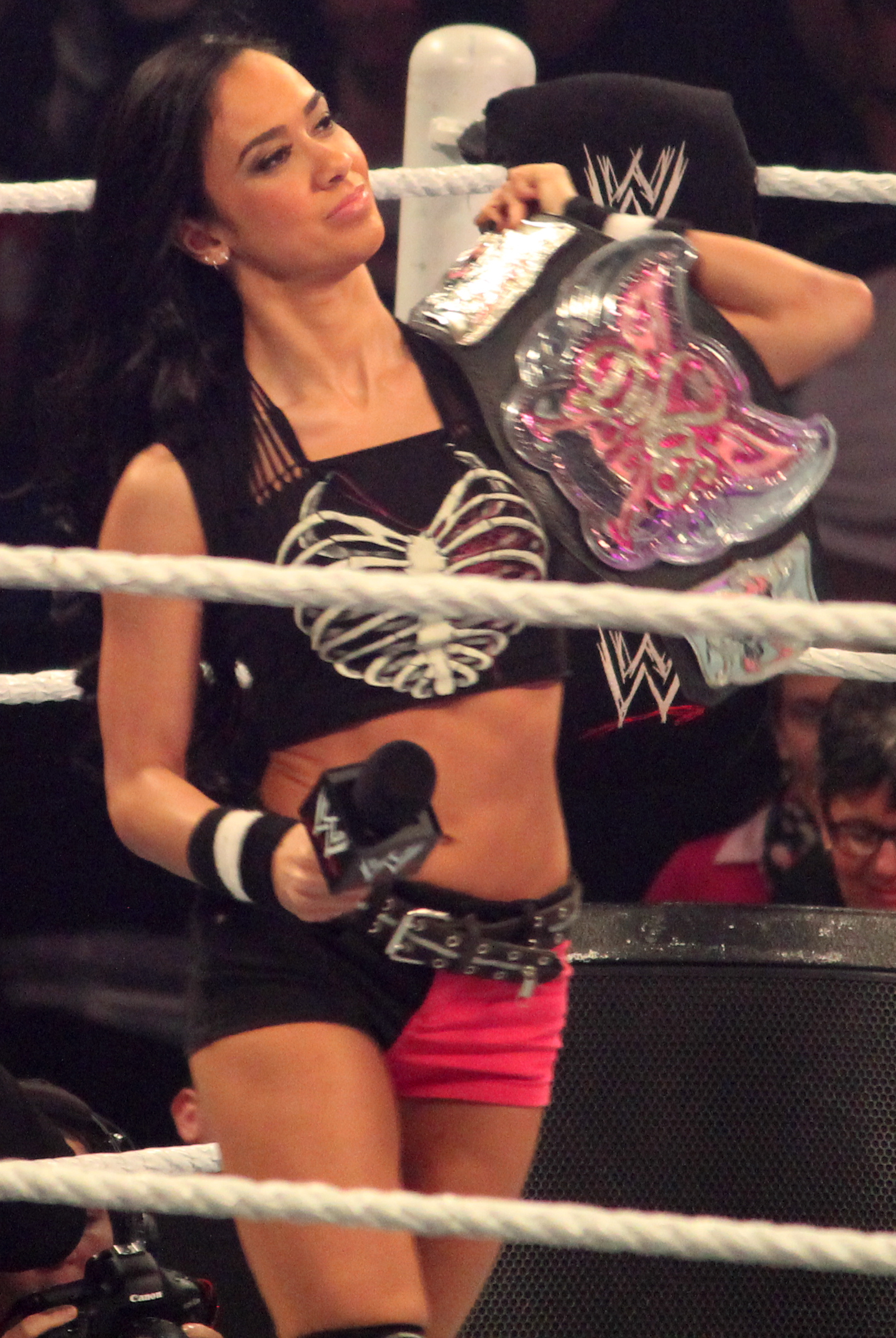
AJ Lee in 2014.

| Naam                  | Ring na(a)m(en)                                          | Jaartal(len)                       |
| --------------------- | -------------------------------------------------------- | ---------------------------------- |
| Robert Maillet        | Kurrgan The Interrogator                                 | 1997-1999                          |
| Michael Manna         | Big Stevie Cool Steven Richards Stevie Richards          | 1999-2008                          |
| Joey Marella          | Joey Marella                                             | 4 juli 1994                        |
| Robert Marella        | Gorilla Monsoon                                          | 1985-1994                          |
| James Maritato        | Little Guido Nunzio                                      | 2001-2008                          |
| Pablo Marquez         | Babu                                                     | 1997-1999                          |
| Debra Marshall        | Debra                                                    | 1999-2002                          |
| Andrew Martin         | Test                                                     | 1998-2004 2006-2007                |
| Judy Martin           | Judy Martin                                              | 1979-1989                          |
| Troy Martin           | Dean Douglas Shane Douglas                               | 1990-1991 1995                     |
| Shelly Martinez       | Ariel                                                    | 2006-2007                          |
| Ashley Massaro        | Ashley Ashley Massaro                                    | 2005-2008                          |
| Chris Masters         | "The Masterpiece" Chris Masters                          | 2004-2007 2009-2011                |
| Thomas Matera         | Antonio                                                  | 2004-2006                          |
| Jerry Matthews        | Dr. Jerry Graham                                         | 1957-1967                          |
| Lauren C. Mayhew      | Lauren Mayhew                                            | 2009                               |
| Michael Mayo Jr.      | Mike Kruel                                               | 2006-2008                          |
| Michelle McCool       | Michelle McCool                                          | 2004 2006-2011                     |
| Edward McDaniel       | Wahoo McDaniel                                           | 1965                               |
| Linda McMahon         | Linda McMahon                                            | 1982-2009                          |
| Roderick McMahon      | Jess McMahon                                             | 1952-1954                          |
| Shane McMahon         | Shane McMahon                                            | 1998-2009                          |
| Vincent James McMahon | Vince McMahon sr.                                        | 1954-1982                          |
| Lance McNaught        | Lance Cade Garrison Cade                                 | 2000-2008                          |
| Nick McNeil           | Percy Watson                                             | 2010-2013                          |
| April Jeanette Mendez | AJ Lee                                                   | 2009 - 2015                        |
| Marc Mero             | Marc Mero                                                | 1996-1998                          |
| Debra Ann Miceli      | Alundra Blayze Madusa                                    | 1994-1995                          |
| Linda Miles           | Linda Miles Shaniqua                                     | 2002-2004                          |
| Bill Miller           | Dr. Bill Miller                                          | 1965-1970                          |
| Ernest Miller         | Ernest "The Cat" Miller                                  | 2002-2004                          |
| Robert Miller         | Bushwhacker Butch                                        | 1988-1996                          |
| John Minton           | Big John Studd                                           | 1972-1973 1976-1977 1982-1986 1989 |
| Nick Mitchell         | Mitch                                                    | 2006-2007                          |
| Carlos Moises         | Konnan Max Moon                                          | 1992-1993                          |
| Toots Mondt           | Toots Mondt                                              | 1920-1976                          |
| William Moody         | Paul Bearer                                              | 1990-2005 2010-2012                |
| Sean Mooney           | Sean Mooney                                              | 1988-1992                          |
| Jacqueline Moore      | Miss Jackie Moore Jacqueline                             | 1998-2004                          |
| Shannon Moore         | Shannon Moore                                            | 2002-2008                          |
| Pedro Morales         | Pedro Morales                                            | 1980-1987                          |
| Lisa Moretti          | Ivory                                                    | 1999-2003                          |
| Heidi Lee Morgan      | Heidi Lee Morgan                                         | 1994                               |
| Matthew Morgan        | Matt Morgan                                              | 2003-2005                          |
| Sean Morley           | The Big Valboxski Chief Morley Sean Morley Val Venis     | 1998-2008                          |
| Dan Morrison          | Danny Doring                                             | 2006                               |
| Ricky Morton          | Ricky Morton                                             | 1993-1994 1998                     |
| Caryn Mower           | Muffy Mower                                              | 1999                               |
| Louis Mucciolo        | Louie Spicolli Rad Radford                               | 1988-1996                          |
| William Mueller       | Trevor Murdoch                                           | 2005-2008                          |
| Don Muraco            | Don Muraco The Magnificient Maruco                       | 1981-1988                          |
| Masanori Murakawa     | The Great Sasuke                                         | 1997                               |
| Dick Murdoch          | Dick Murdoch                                             | 1984-1985                          |
| George Murdoch        | Brodus Clay                                              | 2008-2014                          |
| Russell Murray        | Rory McAllister                                          | 2005-2008                          |
| Brian Joseph Myers    | Brian Joseph Myers Brian Majors Brian Major Curt Hawkins | 2006-2014                          |
| James Myers           | George "The Animal" Steele                               | 1968-1975 1977-1988                |